# Vorland der westlichen Schwäbischen Alb
Das Vorland der westlichen Schwäbischen Alb (auch: Südwestliches Albvorland) ist ein Naturraum (Haupteinheit 100) des Schwäbischen Keuper-Lias-Lands im Südwestdeutschen Stufenland.

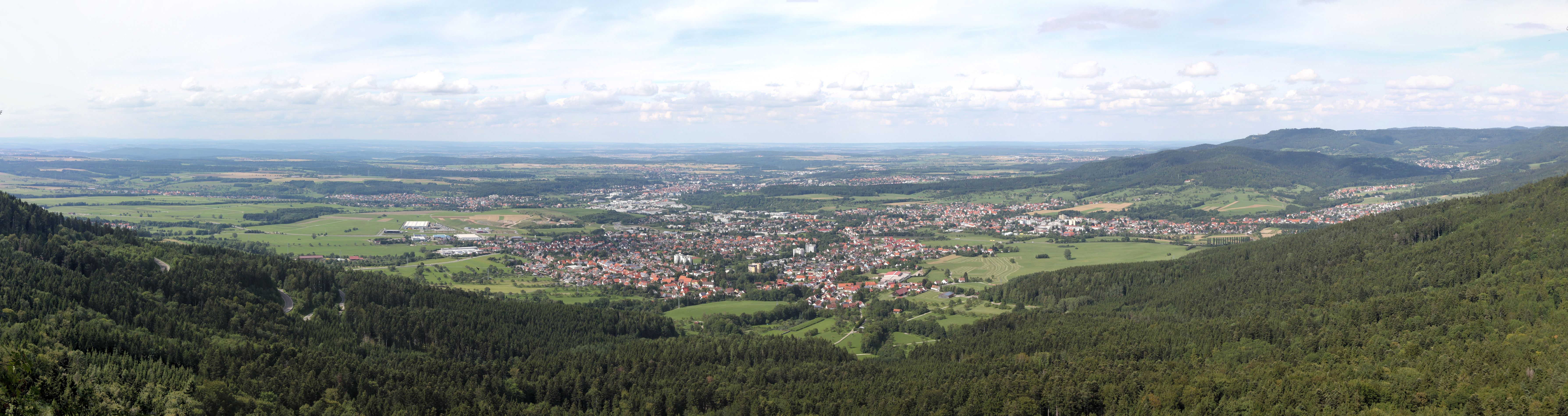
Vorland der westlichen Schwäbischen Alb (im Vordergrund Weilstetten, dahinter Balingen)

## Lage Gliederung
Das Vorland der Südwestalb erstreckt sich vom Primtal bis zum Starzeltal, also von Spaichingen im Südwesten bis Hechingen im Nordosten über rund 35 km und wird wie folgt untergliedert:
- 100.1 Prim-Albvorland
- 100.2 Mittlerer Teil des Westlichen Albvorlandes
  - 100.20 Die Keuperrandhügel des Kleinen Heubergs
  - 100.21 Kleiner Heuberg
  - 100.22 Schlichem- und Eyach-Albrandbucht
- 100.3 Ostflügel des Westlichen Albvorlandes
  - 100.30 Starzel-Albvorland
  - 100.31 Das Killertal und seine Albvorberge

## Geologie
Ein bewaldeter Stufenrand (Keuper), zwei meist offene Schichtflächen, die durch eine niedere, hügelige Stufe voneinander getrennt sind (Liasplatten) und der bewaldete, tal- und bachreiche Hügelstreifen der Albvorberge (Brauner Jura) folgen im westlichen Albvorland aufeinander. Es besteht dadurch aus einer Treppe von schmalen Kleinstufen. Die rasche Stufenfolge ist durch das große Schichtgefälle bedingt, die Kleinstufung durch den häufigen Wechsel härterer und weicher Schichten. Die Grenze gegen die südlich benachbarte Schwäbische Alb ist dort, wo die widerständigen Kalke des Weißen Jura den Albtrauf bilden.
Das Südwestliche Albvorland besteht aus dem schmalen Ackersaum der unteren Liasplatte und der von einem Netz weiter Talmulden durchzogenen Rücken und Platten des oberen Lias, die im Bereich des Kleinen Heuberg ihre größte Ausdehnung erfahren. Im Süden liegen die mit guten Lehmböden bedeckten Flächen um 700 m über NN hoch. Getrennt durch das Tal des Schwarzenbachs schließt sich im Nordosten der Bereich des Kleinen Heubergs an, wo sich die Landschaft auf rund 650 m über NN absenkt. Den Nordwest-Saum bildet hier die ebenen Platten des unteren Lias, über die sich mit einer in Hügelrücken aufgelösten 50 m hohen Stufe, die flachwelligen Ölschieferplatten des oberen Lias erheben. Dieser Ölschiefer, der zum Teil harte Kalkbänke führt, konnte im Übrigen auch durch seinen wasserabstoßenden Bitumengehalt nicht so leicht abgetragen werden.
Zwischen den Liasplatten sind weite, feuchte Täler ausgeräumt. In diesem Landschaftsteil befinden sich auch zahlreiche Quellmulden. Auch im östlichsten Teil der Landschaft besteht eine Teilung in eine schmale untere und eine breitere obere Liasstufe, die noch auf etwa 580 m über NN liegt. Dieser Landschaftsteil ist durch zahlreiche, dem Starzeltal zulaufende Bäche gekennzeichnet.

## Schutzgebiete
Das Westliche Albvorland bietet einen vielfältigen und teilweise kleinräumigen Wechsel verschiedener Nutzungen zwischen Ackerland, Grünland, Streuobstwiesen und Siedlungsgebieten. Es bestehen einige Naturschutzgebiete, die größten davon im Schwarzenbachtal bei Schömberg und am Fuß des Hohenzollernbergs. Letzterer ist auch als FFH-Gebiet ausgewiesen. Bedeutsam sind in dieser Landschaft u. a. die hohe Fließgewässerdichte und die zahlreichen Streuobstwiesen.
| Schutzgebietsanteile           | % Gesamtlandschaftsfläche |
| ------------------------------ | ------------------------- |
| FFH-Gebiete                    | 9,07                      |
| Europäische Vogelschutzgebiete | 6,28                      |
| Naturschutzgebiete             | 0,95                      |
| Sonstige Schutzgebiete         | 0                         |
| Effektiver Schutzgebietsanteil | 12,99                     |

Quelle: Bundesamt für Naturschutz, Stand: 2010.